# Flandern-Rundfahrt 2024
Die Flandern-Rundfahrt 2024 war die 108. Austragung des belgischen Eintagesrennens. Das Rennen fand am 31. März statt und war Teil der UCI WorldTour 2024. Die Flandern-Rundfahrt gehört wie Mailand–Sanremo, Paris–Roubaix, Lüttich–Bastogne–Lüttich und Il Lombardia zu den Monumenten des Radsports. Zeitgleich fand die Flandern-Rundfahrt für Frauen statt.
Der Niederländer Mathieu van der Poel (Alpecin-Deceuninck) feierte im Regenbogentrikot seinen dritten Sieg bei dem Rennen. Nachdem er sich rund 45 Kilometer vor dem Ziel im Anstieg des Koppenberg abgesetzt hatte, gewann er als Solist mit einem Vorsprung von einer Minute und zwei Sekunden vor Luca Mozzato (Arkéa-B&B Hotels) und Nils Politt (UAE Team Emirates), die sich im Sprint einer größeren Gruppe durchsetzten.

## Teilnehmende Mannschaften und Fahrer
Neben den 18 UCI WorldTeams gingen auch 7 UCI ProTeams bei dem Rennen an den Start. Für jede Mannschaft waren sieben Fahrer startberechtigt.
Mit Mathieu van der Poel (Alpecin-Deceuninck), Kasper Asgreen (Soudal Quick-Step), Alberto Bettiol (EF Education-EasyPost) und Alexander Kristoff (Uno-X Mobility) starteten vier ehemalige Sieger der Flandern-Rundfahrt bei der 108. Austragung.
In Abwesenheit des Vorjahressiegers Tadej Pogačar (UAE Team Emirates) und des Belgiers Wout van Aert (Visma-Lease a Bike), der sich bei Dwars door Vlaanderen nach einem Sturz mehrere Brüche zugezogen hatte, galt Mathieu van der Poel (Alpecin-Deceuninck) als Top-Favorit. Der amtieren Weltmeister hatte die Flandern-Rundfahrt bereits in den Jahren 2020 und 2022 gewonnen. Nach seinem sechsten Cyclocross-Weltmeistertitel gab Mathieu van der Poel sein Saison-Debüt bei Mailand–Sanremo, wo seinen Teamkollegen Jasper Philipsen bei dessen Sieg unterstützte und selbst den zehnten Platz belegte. Wenige Tage später gewann er die E3 Saxo Classic nach einem 40 Kilometer langen Solo und stand als Zweiter auf dem Podium von Gent–Wevelgem.
Das Team Visma-Lease a Bike musste neben Wout van Aert auch auf den Europameister Christophe Laporte verzichten, der krankheitsbedingt fehlte. Mit Matteo Jorgenson, dem Sieger von Dwars door Vlaanderen, sowie Dylan Van Baarle und Tiesj Benoot konnte die niederländische Mannschaft dennoch auf mehrere starke Fahrer bauen. Ein weiterer Mitfavorit war der Däne Mads Pedersen (Lidl-Trek), der sich bei Gent–Wevelgem im Sprint gegenüber Mathieu van der Poel durchsetzte. Der Weltmeister des Jahres 2019 war jedoch ebenfalls bei Dwars door Vlaanderen zu Sturz gekommen und musste mit Jasper Stuyven auf einen seiner wichtigsten Teamkollegen verzichten. Die Mannschaft Soudal Quick-Step ging mit dem ehemaligen Doppelweltmeister Julian Alaphilippe und Kasper Asgreen, dem Sieger der Flandern-Rundfahrt des Jahres 2021, an den Start. Beide hatten bislang jedoch nicht an ihre früheren Leistungen anschließen können. Weitere Klassiker-Spezialisten, die an dem Rennen teilnehmen waren: Matej Mohorič, Fred Wright (beide Bahrain Victorious), Biniam Girmay, Laurenz Rex (beide Intermarché-Wanty), Stefan Küng, Valentin Madouas, Laurence Pithie (alle Groupama-FDJ), Alberto Bettiol (EF Education-EasyPost), Tim Wellens, Nils Politt, Marc Hirschi (alle UAE Team Emirates), Ben Turner (Ineos Grenadiers), Oier Lazkano (Movistar Team), Matteo Trentin (Tudor Pro Cycling Team), Michael Matthews (Team Jayco AlUla), Florian Sénéchal (Arkéa-B&B Hotels), Oliver Naesen (Decathlon AG2R La Mondiale Team) und Rasmus Tiller (Uno-X Mobility).
Mit Tim Merlier (Soudal Quick-Step), Jonathan Milan (Lidl-Trek), Jordi Meeus (Bora-hansgrohe), Alexander Kristoff, Søren Wærenskjold (beide Uno-X Mobility) und Luca Mozzato (Arkea-B&B Hotels) gingen zudem mehrere endschnelle Fahrer bei der 108. Austragung an den Start. Weitere bekannte nicht-Starter waren Thomas Pidcock (Ineos Grenadiers) und Arnaud De Lie (Lotto Dstny).
| UCI WorldTeams | UCI WorldTeams                  | UCI WorldTeams | UCI WorldTeams        | UCI WorldTeams | UCI WorldTeams            | UCI ProTeams | UCI ProTeams           |
| -------------- | ------------------------------- | -------------- | --------------------- | -------------- | ------------------------- | ------------ | ---------------------- |
| ADC            | Alpecin-Deceuninck              | EFE            | EF Education-EasyPost | DFP            | Team dsm-firmenich PostNL | BWB          | Bingoal WB             |
| ARK            | Arkéa-B&B Hotels                | GFC            | Groupama-FDJ          | JAY            | Team Jayco AlUla          | IPT          | Israel-Premier Tech    |
| AST            | Astana Qazaqstan Team           | IGD            | Ineos Grenadiers      | TVL            | Team Visma-Lease a Bike   | LDT          | Lotto Dstny            |
| TBV            | Bahrain Victorious              | IWA            | Intermarché-Wanty     | UAD            | UAE Team Emirates         | Q36          | Q36.5 Pro Cycling Team |
| BOH            | Bora-Hansgrohe                  | LTK            | Lidl-Trek             |                |                           | TFB          | Team Flanders-Baloise  |
| COF            | Cofidis                         | MOV            | Movistar Team         |                |                           | TUD          | Tudor Pro Cycling Team |
| DAT            | Decathlon AG2R La Mondiale Team | SOQ            | Soudal Quick-Step     |                |                           | UXM          | Uno-X Mobility         |

## Streckenführung
Mit 270,8 km war die 108. Austragung nur etwas kürzer als jene des vergangenen Jahres. Anders als im Vorjahr erfolgte der Start in Antwerpen, ehe die Strecke über die flämischen Ardennen nach Oudenaarde führte, wo das Rennen auf dem bekannten Zielgelände zu Ende ging. Die ersten 130 Kilometer verliefen auf flachen Straßen in Richtung Südwesten. Über Sint-Niklaas, Hamme, Dendermonde, Lebbeke und Aalst führte die Strecke nach Zottegem, wo mit der Lippenhovestraat und Paddestraat die ersten beiden Kopfsteinpflaster-Sektoren nach rund 100 Kilometern erreicht wurden.
Nachdem Oudenaarde durchfahren worden war, nahmen die Fahrer nach 134,5 Kilometern zum ersten Mal den Oude Kwaremont in Angriff, der insgesamt dreimal überquert werden musste. Anders als im Vorjahr führte nun der Kapelleberg die Fahrer zum Holleweg, ehe nach dem Wolvenberg die Kopfsteinpflaster-Passagen des Kergate und Jagerij befahren wurden. Rund 100 Kilometer vor dem Ziel erfolgte mit der Auffahrt des Molenberg eine Schlüsselstelle, da der schmale, gepflasterte Anstieg das Fahrerfeld meist in die Länge zieht. In kurzen Abständen folgten im Anschluss die Auffahrt der Marlboroughstraat, des Berendries und Valkenberg, ehe die Strecke vom westlichen Brakel meist flach zum Berg Ten Houte führte, der 73,7 Kilometer vor dem Ziel erreicht wurde und Rampen von mehr als 20 % aufweist. Von Ronse aus wurde nun der Nieuwe Kruisberg befahren, ehe eine längere Abfahrt nach Kluisbergen führte.
Mit der zweiten Auffahrt des Oude Kwaremont wurde das Finale rund 55 Kilometer vor dem Ziel eröffnet. Nun wurden ausschließlich Kopfsteinpflaster-Anstiege befahren. Nach der ersten Passage des Paterberg folgte der Koppenberg, der 44,6 Kilometer vor dem Ziel überquert wurde. Mit einer maximalen Steigung von 22 % stellte dieser Anstieg eine Schlüsselstelle der Streckenführung dar. Auf den anschließenden acht Kilometern wurden der Steenbeekdries (Mariaborrestraat/Stationsberg) und Taaienberg befahren, ehe die Fahrer rund 30 Kilometer vor dem Ziel zurück nach Ronse gelangten. Hier wurde der Oude Kruisberg überquert, und die Fahrer gelangten über die Hotond auf die N36, die abschüssig nach Kluisbergen führt, wo die letzte Auffahrt auf den rund zwei Kilometer langen Oude Kwaremont folgte. Nach einer schmalen, kurzen Abfahrt wurde mit dem Paterberg 13,3 Kilometer vor dem Ziel der letzte Anstieg überquert. Dieser weist auf seiner Länge von 360 Metern eine durchschnittliche Steigung von rund 13 % auf. Die letzten Kilometer verliefen auf breiten und flachen Straßen und führten zunächst zurück nach Kluisbergen, ehe es über die Schelde auf der N453 nach Oudenaarde ging. Die Ziellinie befand sich am Ende einer langen Geraden auf der Höhe des Donkvijver.
Insgesamt mussten die Fahrer 6 Kasseien (Kopfsteinpflaster-Straßen) und 19 Hellingen (kurze Anstiege in Flandern) absolvieren.
| #  |                         | Kilometer | Länge (m) | Ø Steigung | max. Steigung | Kopfsteinpflaster |
| -- | ----------------------- | --------- | --------- | ---------- | ------------- | ----------------- |
|    | Lippenhovestraat        | 104,2     | 1300      |            |               | ●                 |
|    | Paddestraat             | 105,6     | 1500      |            |               | ●                 |
| 1  | Oude Kwaremont          | 136,7     | 2200      | 4 %        | 11,6 %        | ●                 |
| 2  | Kapelleberg             | 155,7     | 1100      | 5,9 %      | 10 %          | ●                 |
|    | Holleweg                | 156,3     | 650       |            |               | ●                 |
| 3  | Wolvenberg              | 158,5     | 645       | 7,9 %      | 17,3 %        |                   |
|    | Kerkgate                | 162,5     | 1400      |            |               | ●                 |
|    | Jagerij                 | 165,1     | 1000      |            |               | ●                 |
| 4  | Molenberg               | 171,3     | 463       | 7 %        | 14,2 %        | ●                 |
| 5  | Marlboroughstraat       | 175,3     | 2040      | 3 %        | 7 %           |                   |
| 6  | Berendries              | 179,3     | 940       | 7 %        | 12,3 %        |                   |
| 7  | Valkenberg              | 184,6     | 540       | 8,1 %      | 12,8 %        |                   |
| 8  | Berg Ten Houte          | 197,1     | 1100      | 6 %        | 21 %          | ● (teilweise)     |
| 9  | Nieuwe Kruisberg-Hotond | 206,6     | 1000      | 7,7 %      | 14 %          |                   |
| 10 | Oude Kwaremont          | 216,5     | 2200      | 4 %        | 11,6 %        | ●                 |
| 11 | Paterberg               | 219,9     | 360       | 12,9 %     | 20,3 %        | ●                 |
| 12 | Koppenberg              | 226,2     | 600       | 11,6 %     | 22 %          | ●                 |
|    | Mariaborrestraat        | 230,2     | 400       |            |               | ●                 |
| 15 | Steenbeekdries          | 231,6     | 1100      | 3,1 %      | 7,6 %         | ●                 |
|    | Stationsberg            | 232,1     | 700       |            |               | ●                 |
| 16 | Taaienberg              | 234       | 530       | 6,6 %      | 15,8 %        | ●                 |
| 17 | Oude Kruisberg-Hotond   | 244,3     | 2500      | 5 %        | 9 %           | ●                 |
| 18 | Oude Kwaremont          | 254,1     | 2200      | 4 %        | 11,6 %        | ●                 |
| 19 | Paterberg               | 257,6     | 360       | 12,9 %     | 20,3 %        | ●                 |
|    | Ziel                    | 270,8     |           |            |               |                   |

## Rennverlauf und Ergebnis
Frühe Rennphase
Nachdem das Rennen freigegeben worden war, dauerte es rund zehn Kilometer, bis sich eine Ausreißergruppe formierte, in der mit Bert Van Lerberghe (Soudal Quick-Step), Luke Durbridge, Elmar Reinders (beide Jayco AlUla), David Dekker (Arkéa-B&B Hotels), Stanisław Aniołkowski (Cofidis), Damien Touzé (Decathlon AG2R La Mondiale), Lionel Taminiaux (Lotto Dstny) und Jelle Vermoote (Bingoal WB) acht Fahrer vertreten waren. Die Gruppe konnte sich zunächst jedoch nicht entscheidend absetzten, da immer wieder Fahrer des Team dsm-firmenich PostNL versuchten, die Lücke von rund einer halben Minute zu schließen. Erst nach rund 40 Kilometern begann der Vorsprung zu wachsen, wobei er maximal rund vier Minuten erreichte. Mit dem Erreichen der ersten Steigungen und den enger werdenden Straßen, kam es im Hauptfeld immer wieder zu Stürzen, wobei auch Matej Mohorič (Bahrain Victorious) zu Boden ging.
Erste Angriffe
Auf der Kuppe des Kapelleberg griff Jonas Abrahamsen (Uno-X Mobility) an, wobei ihm mit Axel Laurance ein Fahrer der Alpecin-Deceuninck Mannschaft folgte. Dahinter forcierte das Team Visma-Lease a Bike am Holleweg das Tempo, wodurch sich das Peloton in die Länge zog. Im Anstieg des Wolvenberg führte Matteo Jorgenson (Visma-Lease a Bike) das Fahrerfeld an die beiden Ausreißer heran, ehe wieder etwas Ruhe im Fahrerfeld einkehrte. Rund 100 Kilometer vor dem Ziel nutzte Mads Pedersen (Lidl-Trek) seine gute Position und griff im Molenberg an. Nun zerfiel das Peloton erneut und es bildeten sich mehrere kleine Gruppen, deren Zusammensetzungen sich auf den nachfolgenden Kilometern immer wieder veränderten. Rund 95 Kilometer vor dem Ziel bildete sich so eine Gruppe, in der mit Mads Pedersen, Dylan van Baarle, Tiesj Benoot (beide Visma-Lease a Bike), Oliver Naesen (Decathlon AG2R La Mondiale), Ben Turner (Ineos Grenadiers), Laurenz Rex (Intermarché-Wanty), Tim Merlier (Soudal Quick-Step) und Brent Van Moer (Lotto Dstny) mehrere Klassiker-Spezialisten vertreten waren. Die Gruppe lag nun nur noch rund eine halbe Minute hinter der Ausreißergruppe und eine halbe Minute vor dem nächsten Verfolgerfeld, in dem auch der Weltmeister Mathieu van der Poel (Alpecin-Decuninck) fuhr. Nach dem Berendries spannte Mathieu van der Poel seine verbliebenen Teamkollegen ein, ehe er selbst im Anstieg des Valkenberg zu den Ausreißern aufschloss. Unterdessen war auch die frühe Fluchtgruppe, die sich zu Beginn des Rennens gebildet hatte, eingeholt worden.
Nach dem Valkenberg griff Mads Pedersen rund 86 Kilometer vor dem Ziel erneut an, wobei Gianni Vermeersch (Alpecin-Decuninck) dem Antritt des Dänen folgte. Die beiden konnten sich von restlichen Fahrern absetzten, während sich dahinter erneut ein großes Fahrerfeld bildete. Gianni Vermeersch, der in den Diensten von Mathieu van der Poel fuhr, beteiligte sich im Anschluss jedoch nicht an der Führungsarbeit und die beiden Ausreißer konnten nur einen maximalen Vorsprung von wenigen Sekunden herausfahren. Nach einem Sturz von Stefan Küng (Groupama-FDJ) und einem Angriff von Tim Wellens (UAE Team Emirates) im Berg Ten Houte, erreichten Mads Pedersen und Gianni Vermeersch den zweiten Anstieg des Oude Kwaremont mit einem Vorsprung von nur zehn Sekunden. Mittlerweile hatte es zu regnen begonnen und Mathieu van der Poel forcierte das Tempo auf dem rund zwei Kilometer langen Kopfsteinpflaster-Anstieg. Er überquerte die Kuppe mit wenigen Metern Vorsprung, ehe er sich noch vor dem Paterberg in eine kleine Gruppe zurückfallen ließ. Nach dem Paterberg griff Iván García Cortina (Movistar) an und erreichte den Fuß des Koppenberg mit einem Vorsprung von wenigen Sekunden.
Entscheidung
Mit Iván García Cortina hatte bereits der erste Fahrer Probleme auf dem rutschigen Kopfsteinpflaster des Koppenberg. Der Spanier musste bereits vor den steilsten Rampen vom Rad steigen, da sein Hinterrad durchdrehte. Dahinter erwies sich Mathieu van der Poel als stärkster Fahrer und ging an dem gehenden Spanier vorbei, der nicht mehr auf sein Rad aufsteigen hatte können. Mit Matteo Jorgenson und Mads Pedersen schafften es nur zwei weitere Fahrer der Spitzengruppe den Koppenberg fahrend zu überwinden, während es dahinter zu einem Stau der abgestiegenen Fahrer kam. Mathieu van der Poel erreichte die Kuppe des Koppenberg bereits mit einem kleinen Vorsprung, den er auf der nachfolgenden Passage des Steenbeekdries weiter ausbauen konnte. Mit Matteo Jorgenson wurde sein erster Verfolger im anschließenden Taaienberg von einer kleineren Gruppe gestellt in der auch Tim Wellens, Iván García Cortina, Alberto Bettiol (EF Education-EasyPost) und Dylan Teuns (Israel-Premier Tech) vertreten waren. Mads Pedersen fiel zunächst zurück, schloss nach dem Anstieg jedoch gemeinsam mit Laurenz Rex wieder zu der Gruppe auf. Während Matthieu van der Poel mit dem Oude Kruisberg, Oude Kwaremont und Paterberg die drei letzten Hellingen als Solist passierte, kam es dahinter immer wieder zu Angriffen, wobei sich Alberto Bettiol und Dylan Teuns auf den verbliebenen Anstiegen von ihren Begleitern absetzen konnten. Hinter den beiden formierte sich eine acht Fahrer umfassende Verfolgergruppe, die mit nur zehn Sekunden Rückstand auf die verbliebenen flachen Kilometer ging.
Mathieu van der Poel gewann seine dritte Flandern-Rundfahrt mit einem Vorsprung von einer Minute und zwei Sekunden und ist nun gemeinsam mit Paul Deman, Achiel Buysse, Fiorenzo Magni, Eric Leman, Johan Museeuw, Tom Boonen und Fabian Cancellara Rekord-Sieger des Rennens. Dahinter kam es zum Sprint, wobei Alberto Bettiol und Dylan Teuns auf den letzten Metern gestellt wurden. Michael Matthews (Jayco AlUla), der die Lücke schlussendlich geschlossen hatte, musste sich im Sprint nur knapp dem Italiener Luca Mozzato (Akréa-B&B Hotels) geschlagen geben, wurde jedoch im Nachhinein aufgrund seiner gefährlichen Fahrweise als letzter der Verfolgergruppe gewertet. Der Deutsche Nils Politt (UAE Team Emirates) erbte somit den verbliebenen Podiumsplatz.
| Platz | Fahrer               | Nation | Team                            | Zeit                   |
| ----- | -------------------- | ------ | ------------------------------- | ---------------------- |
| 01.   | Mathieu van der Poel | NED    | Alpecin-Deceuninck              | 6:05:17 h (44,98 km/h) |
| 02.   | Luca Mozzato         | ITA    | Arkéa-B&B Hotels                | + 1:01 min             |
| 03.   | Nils Politt          | GER    | UAE Team Emirates               | "                      |
| 04.   | Mikkel Bjerg         | DEN    | UAE Team Emirates               | "                      |
| 05.   | António Morgado      | POR    | UAE Team Emirates               | "                      |
| 06.   | Magnus Sheffield     | USA    | Ineos Grenadiers                | "                      |
| 07.   | Oliver Naesen        | BEL    | Decathlon AG2R La Mondiale Team | "                      |
| 08.   | Dylan Teuns          | BEL    | Israel-Premier Tech             | "                      |
| 09.   | Alberto Bettiol      | ITA    | EF Education-EasyPost           | "                      |
| 10.   | Toms Skujiņš         | LAT    | Lidl-Trek                       | "                      |
| 11.   | Michael Matthews     | AUS    | Team Jayco AlUla                | "                      |
| 12.   | Tim Wellens          | BEL    | UAE Team Emirates               | + 1:16 min             |
| 13.   | Riley Sheehan        | USA    | Israel-Premier Tech             | + 2:02 min             |
| 14.   | Kamil Małecki        | POL    | Q36.5 Pro Cycling Team          | "                      |
| 15.   | Tiesj Benoot         | BEL    | Team Visma-Lease a Bike         | "                      |
| 16.   | Valentin Madouas     | FRA    | Groupama-FDJ                    | "                      |
| 17.   | Joshua Tarling       | GBR    | Ineos Grenadiers                | "                      |
| 18.   | Yves Lampaert        | BEL    | Soudal Quick-Step               | "                      |
| 19.   | Matteo Trentin       | ITA    | Tudor Pro Cycling Team          | "                      |
| 20.   | Max Walscheid        | GER    | Team Jayco AlUla                | + 2:41 min             |

## Vergabe der UCI-Punkte
Die Flandern-Rundfahrt 2024 war Teil der UCI WorldTour 2024. Nach dem Rennen wurden UCI-Punkte vergeben, die sich auf die Platzierung der Fahrer und Mannschaften im UCI Ranking auswirkten. Die Punktevergabe erfolgt nach folgendem Schlüssel:
| Platzierung  | 1.  | 2.  | 3.  | 4.  | 5.  | 6.  | 7.  | 8.  | 9.  | 10. | Anmerkung                               |
| ------------ | --- | --- | --- | --- | --- | --- | --- | --- | --- | --- | --------------------------------------- |
| Tageswertung | 800 | 640 | 520 | 440 | 360 | 280 | 240 | 200 | 160 | 135 | gestaffelt bis zum 60. Platz (5 Punkte) |